# Paratyndaris suturalis
Paratyndaris suturalis är en skalbaggsart som beskrevs av Henry Clinton Fall 1934. Paratyndaris suturalis ingår i släktet Paratyndaris och familjen praktbaggar. Inga underarter finns listade i Catalogue of Life.